# Colin Marshall
Colin Jenkins Marshall (Glasgow, 25 de outubro de 1984) é um futebolista escocês que atua como meia. Atualmente joga pelo Amicale.

## Carreira
Colin começou sua carreira no Aston Villa, clube em que conquistou a FA Youth Cup em 2002. Ficou a temporada 2003–04 emprestado ao Clyde, num contrato inicial de seis meses. Prolongou sua estadia para até o fim da temporada em janeiro de 2004. Durante seu tempo no Clyde conseguiu o prêmio de Jogador Jovem do Mês da SFL de fevereiro de 2004.
Com intenção de jogar pela equipe principal, se transferiu ao St. Johnstone em junho de 2004. Após apenas dois meses no clube, seu contrato foi terminado em acordo mútuo em 31 de agosto de 2004. Um mês depois, assinou pelo Falkirk nu contrato de curta duração que foi posteriormente estendido para até o fim da temporada 2004–05. Foi dispensado no fim da época.
Em março de 2011, assinou pelo clube islandês BÍ/Bolungarvík e em agosto de 2011, se transferiu ao Víkingur.
Em março de 2012, foi contratado pelo Machida Zelvia, do Japão. Jogou 27 partidas da liga pelo clube e saiu em setembro do mesmo ano. Em fevereiro de 2014, assinou pelo Amicale de Vanuatu. Durante sua passagem pelo clube obteve o vice-campeonato da Liga dos Campeões da OFC de 2013–14 em que perderam por 3 a 2 no agregado frente o Auckland City, com Colin falhando um pênalti no segundo jogo.
Em 8 de setembro, retornou à Escócia, assinando um contrato com o Cowdenbeath, que só veio a ser confirmado em 14 de outubro. Após uma temporada pelo Cowden, Colin rescindiu com o clube.
Em novembro de 2015, voltou ao Amicale.

## Títulos

### Aston Villa
- FA Youth Cup: 2001–02

### Falkirk
- Scottish Football League First Division: 2004–05